# Armancourt (Oise)
Pour les articles homonymes, voir Armancourt.
Armancourt est une commune française située dans le département de l'Oise en région Hauts-de-France. Ses habitants sont appelés les Armancourtois.

## Géographie

### Description

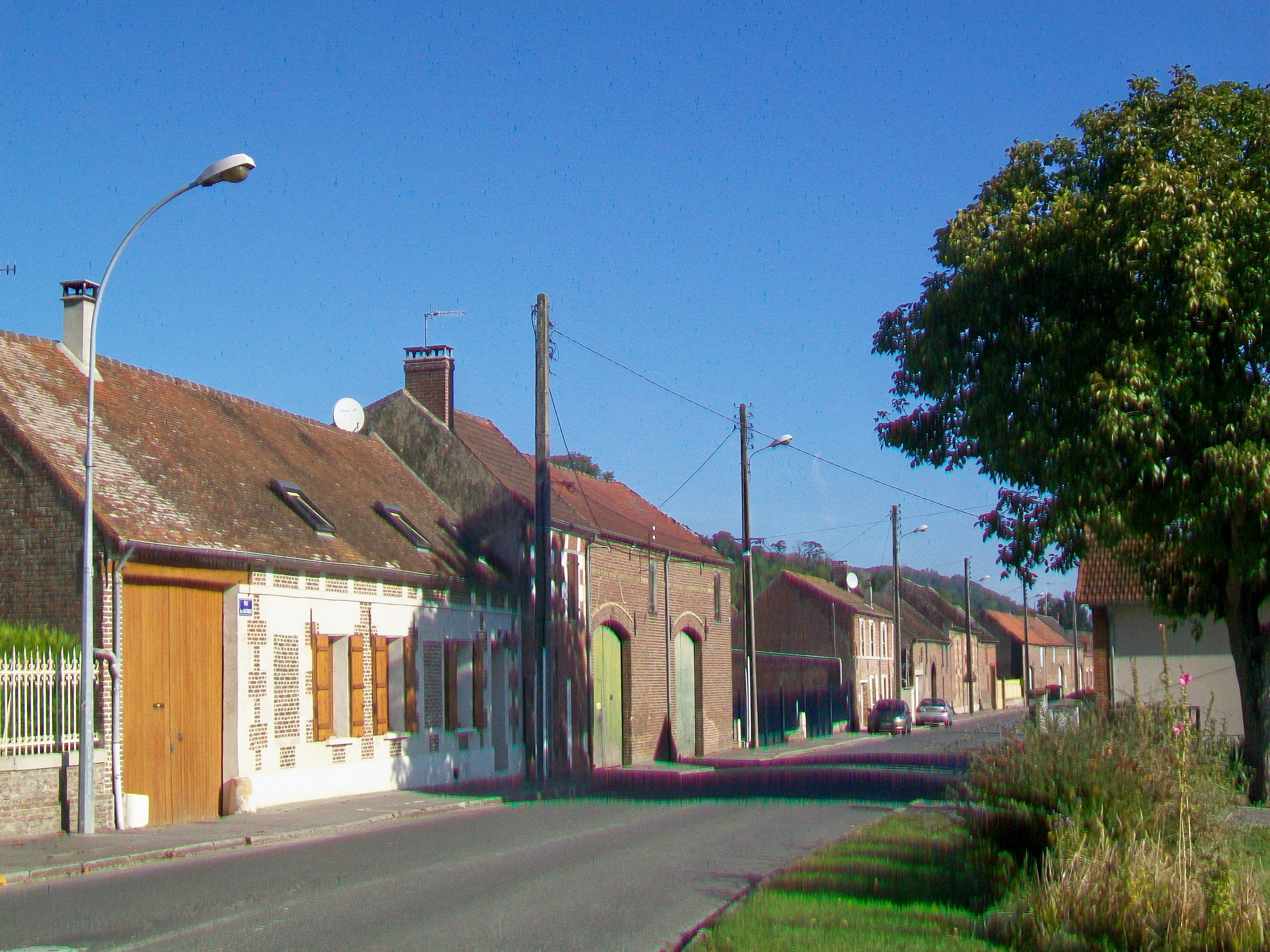
La rue principale du village.

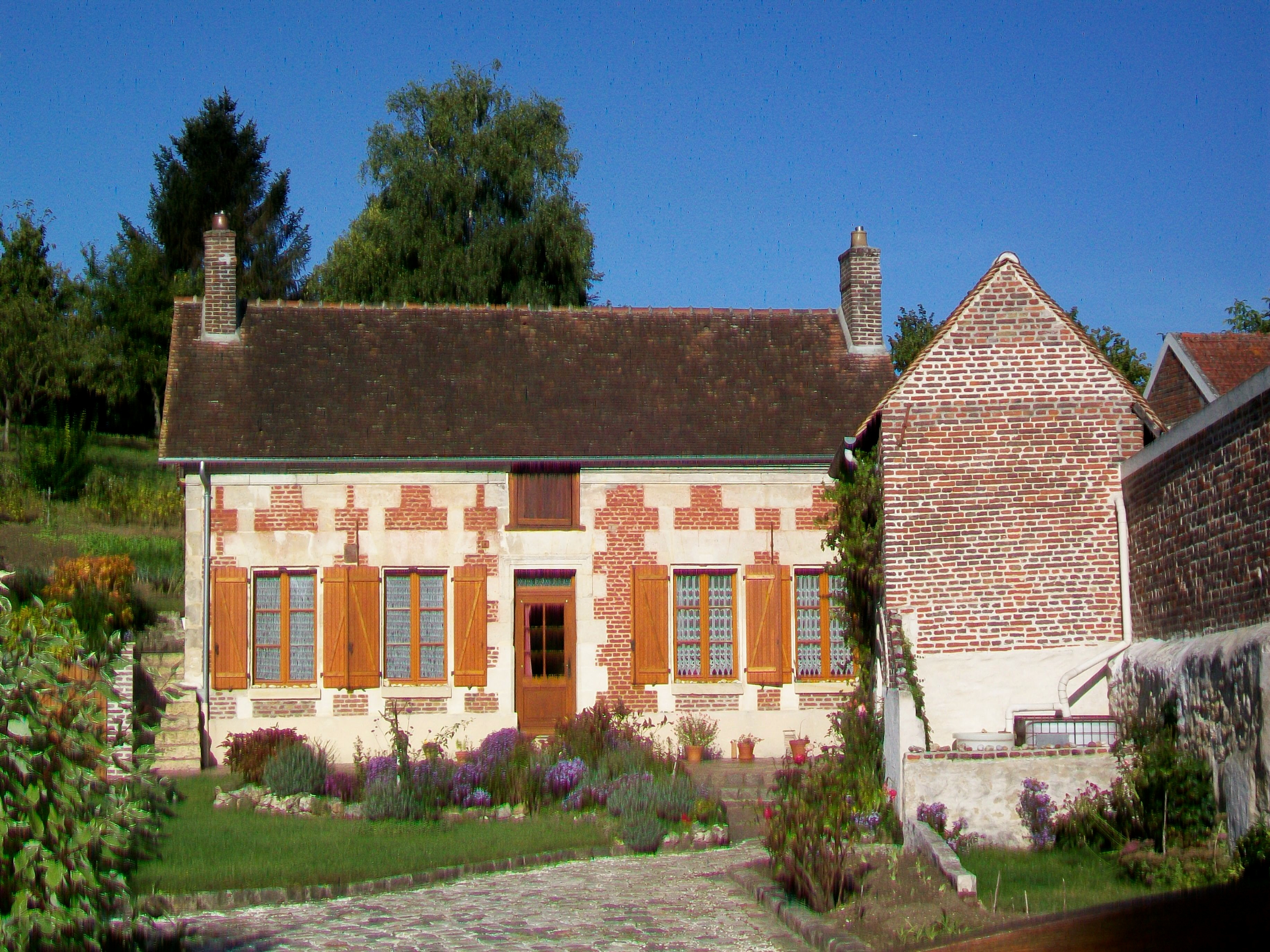
Maison picarde traditionnelle, rue des Matinnoix.

La commune est située dans le département de l'Oise, dans la moyenne vallée de l'Oise et près de la rive droite de cette rivière, à une distance orthodromique de 6 km au sud-ouest du chef-lieu d'arrondissement de Compiègne. La distance avec la capitale, au sud-ouest, est de 65 km. Armancourt entre dans l'unité urbaine (ou agglomération au sens de l'Insee) de Compiègne composée de quatorze communes totalisant 70 610 habitants en 2009,.
Avec une petite superficie de 2,03 km2, Armancourt est la sixième commune la moins étendue parmi les 694 communes de l'Oise. Elle ne possède que trois communes limitrophes, dont Lacroix-Saint-Ouen. Du fait que la limite entre les deux communes se situe au milieu de l'Oise, aucun lien routier direct n'existe entre les deux communes : il faut traverser Le Meux, au sud, pour se rendre d'une ville à l'autre. Le territoire communal est partagé en deux secteurs par la voie ferrée de Creil à Aulnoye-Aymeries et par la RD 13 qui lui est parallèle. Le secteur à l'est de cette ligne de partage correspond à la plaine alluviale de l'Oise, couverte de surfaces agricoles. À l'ouest, s'élève un coteau qui correspond au versant est d'un petit massif de collines. Ce secteur est accidenté et présente plusieurs parcelles boisées ; s'y trouve le point culminant de la commune à 112 m au-dessus du niveau de la mer. Les maisons qui ne sont pas bâties le long de la RD 13, seule route signifiante dans la commune, se situent déjà à flanc de coteau ou au sommet des buttes. Hormis l'Oise, aucun cours d'eau n'est présent à Armancourt.

### Communes limitrophes
|         | Jaux       |                    |
| Le Meux | Armancourt |                    |
|         |            | Lacroix-Saint-Ouen |

### Hydrographie

#### Réseau hydrographique
La commune est située dans le bassin Seine-Normandie. Elle est drainée par l'Oise,.
| (texte à fusionner) La commune est limitée à l'est par le lit de l'Oise, l'un des principaux affluents en rive droite de la Seine. Elle est donc concernée par le projet « MAGEO » de mise au gabarit européen de l'Ois, qui impliquerait la rectification d'une courbe de la rivière et la disparition d'e l'île du Grand Peuple. |

L'Oise prend sa source en Belgique, à 309 mètres d'altitude, dans l'ancienne commune de Forges et se jette dans la Seine à 20 mètres d'altitude, au Pointil en rive droite et en aval du centre de Conflans-Sainte-Honorine dans le département des Yvelines. D'une longueur 341 kilomètres, elle est presque entièrement navigable et bordée de canaux sur 104 kilomètres.

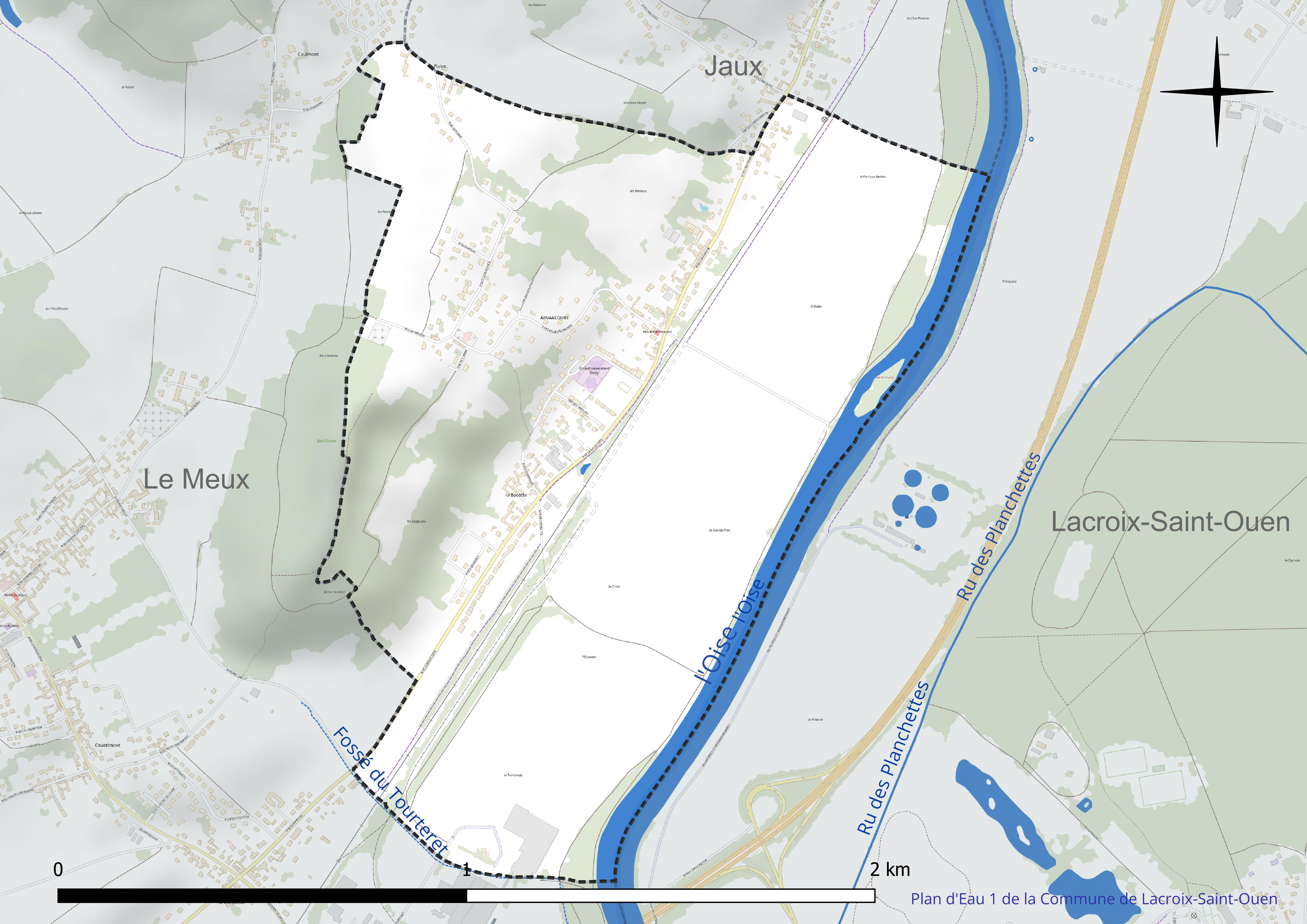
Réseau hydrographique d'Armancourt.

#### Gestion et qualité des eaux
Le territoire communal est couvert par le schéma d'aménagement et de gestion des eaux (SAGE) « Sensée ». Ce document de planification concerne un territoire de 789 km2 de superficie, délimité par trois bassins versants en totalité ou en partie (Aisne, Oise et Aronde). Le périmètre a été arrêté le 16 octobre 2001 et le SAGE proprement dit a été approuvé le 8 juin 2009, puis révisé le 27 novembre 2019. La structure porteuse de l'élaboration et de la mise en œuvre est le syndicat mixte Oise-Aronde.
La qualité des cours d'eau peut être consultée sur un site dédié géré par les agences de l'eau et l'Agence française pour la biodiversité.

### Climat
Pour des articles plus généraux, voir Climat des Hauts-de-France et Climat de l'Oise.
En 2010, le climat de la commune est de type climat océanique dégradé des plaines du Centre et du Nord, selon une étude du CNRS s'appuyant sur une série de données couvrant la période 1971-2000. En 2020, Météo-France publie une typologie des climats de la France métropolitaine dans laquelle la commune est dans une zone de transition entre le climat océanique et le climat océanique altéré et est dans la région climatique Nord-est du bassin Parisien, caractérisée par un ensoleillement médiocre, une pluviométrie moyenne régulièrement répartie au cours de l'année et un hiver froid (3 °C).
Pour la période 1971-2000, la température annuelle moyenne est de 11 °C, avec une amplitude thermique annuelle de 15,3 °C. Le cumul annuel moyen de précipitations est de 664 mm, avec 11,2 jours de précipitations en janvier et 8,3 jours en juillet. Pour la période 1991-2020, la température moyenne annuelle observée sur la station météorologique la plus proche, située sur la commune de Margny-lès-Compiègne à 7 km à vol d'oiseau, est de 11,2 °C et le cumul annuel moyen de précipitations est de 633,5 mm,. Pour l'avenir, les paramètres climatiques de la commune estimés pour 2050 selon différents scénarios d'émission de gaz à effet de serre sont consultables sur un site dédié publié par Météo-France en novembre 2022.

## Urbanisme

### Typologie
Au 1er janvier 2024, Armancourt est catégorisée ceinture urbaine, selon la nouvelle grille communale de densité à sept niveaux définie par l'Insee en 2022.
Elle appartient à l'unité urbaine de Compiègne, une agglomération intra-départementale regroupant quatorze  communes, dont elle est une commune de la banlieue,,. Par ailleurs la commune fait partie de l'aire d'attraction de Compiègne, dont elle est une commune de la couronne,. Cette aire, qui regroupe 101 communes, est catégorisée dans les aires de 50 000 à moins de 200 000 habitants,.

### Occupation des sols
L'occupation des sols de la commune, telle qu'elle ressort de la base de données européenne d'occupation biophysique des sols Corine Land Cover (CLC), est marquée par l'importance des territoires agricoles (62,3 % en 2018), en diminution par rapport à 1990 (72,2 %). La répartition détaillée en 2018 est la suivante : 
terres arables (61,6 %), zones urbanisées (20,6 %), eaux continentales (8,1 %), forêts (6,5 %), zones industrielles ou commerciales et réseaux de communication (2,5 %), zones agricoles hétérogènes (0,6 %). L'évolution de l'occupation des sols de la commune et de ses infrastructures peut être observée sur les différentes représentations cartographiques du territoire : la carte de Cassini (XVIIIe siècle), la carte d'état-major (1820-1866) et les cartes ou photos aériennes de l'IGN pour la période actuelle (1950 à aujourd'hui).

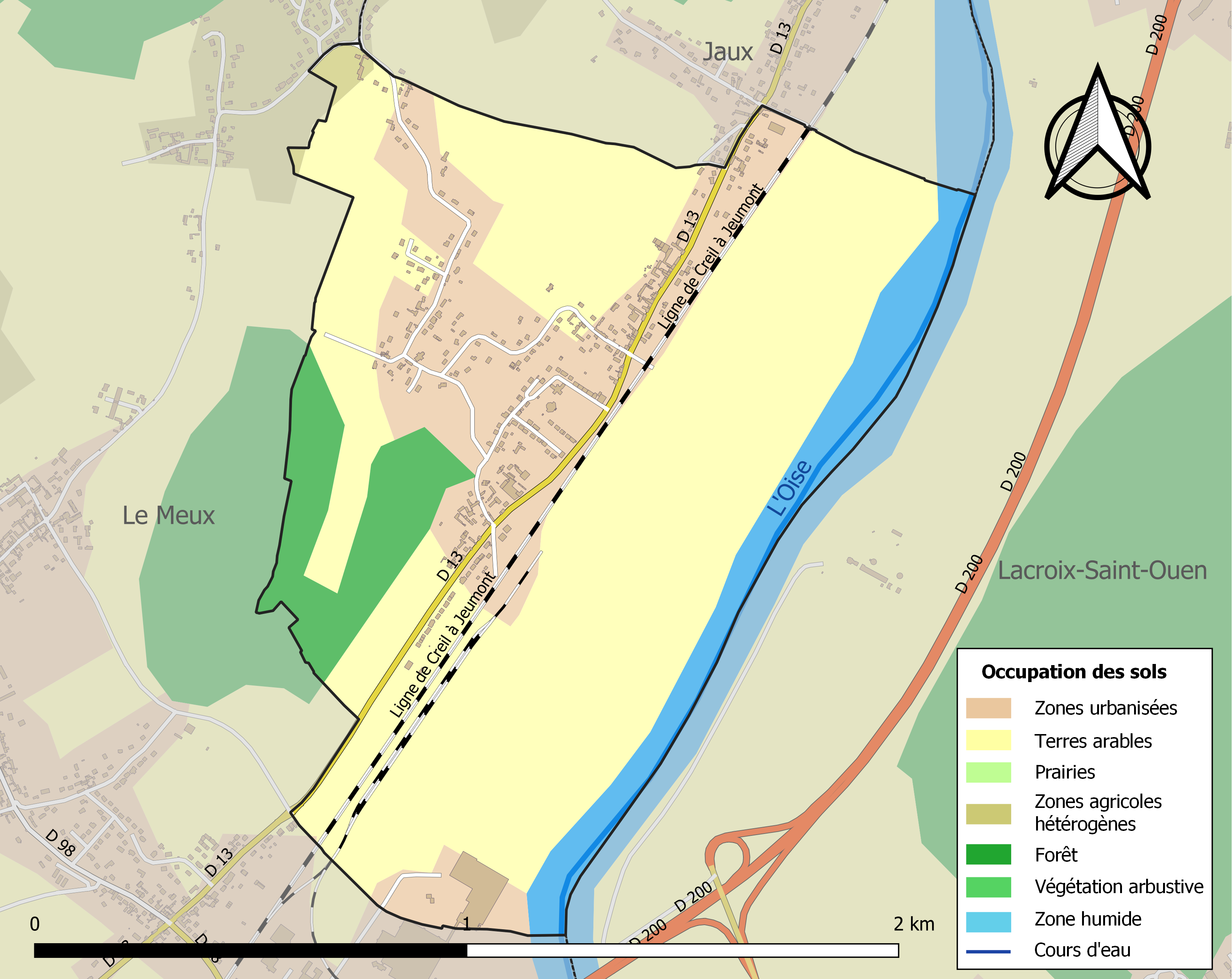
Carte des infrastructures et de l'occupation des sols de la commune en 2018 (CLC).

### Habitat et logement
En 2018, le nombre total de logements dans la commune était de 256, alors qu'il était de 239 en 2013 et de 230 en 2008.
Parmi ces logements, 93,2 % étaient des résidences principales, 2,7 % des résidences secondaires et 4,1 % des logements vacants. Ces logements étaient pour 89,5 % d'entre eux des maisons individuelles et pour 9,3 % des appartements.
Le tableau ci-dessous présente la typologie des logements à Armancourt en 2018 en comparaison avec celle de l'Oise et de la France entière. Une caractéristique marquante du parc de logements est ainsi une proportion de résidences secondaires et logements occasionnels (2,7 %) supérieure à celle du département (2,5 %) et à celle de la France entière (9,7 %). Concernant le statut d'occupation de ces logements, 82,8 % des habitants de la commune sont propriétaires de leur logement (82,9 % en 2013), contre 61,4 % pour l'Oise et 57,5 pour la France entière.
| Typologie                                               | Armancourt | Oise | France entière |
| ------------------------------------------------------- | ---------- | ---- | -------------- |
| Résidences principales (en %)                           | 93,2       | 90,4 | 82,1           |
| Résidences secondaires et logements occasionnels (en %) | 2,7        | 2,5  | 9,7            |
| Logements vacants (en %)                                | 4,1        | 7,1  | 8,2            |

### Voies de communication et transports
Concernant les voies de communication, la RD 13 déjà mentionnée est l'unique route départementale qui existe sur la commune. C'est une route de desserte locale parallèle à la voie rapide de la RD 200 Compiègne - Creil, qui au niveau d'Armancourt passe par la rive opposée de l'Oise. Un échangeur existe sur la commune voisine du Meux, au sud. La RD 200 donne également accès à l'autoroute A1 par l'échangeur no 9 sur la commune de Longueil-Sainte-Marie, à 10 km d'Armancourt. Compiègne est accessible par la RD 13, qui toutefois ne permet une traversée de l'Oise qu'au nord du centre-ville, près de la gare, ou à partir de Jaux, par la déviation de Compiègne (RD 1131) qui permet de s'approcher de la ville par le sud. Une voie communale quitte Armancourt en direction du nord-ouest, passant par les hameaux de Dizocourt et Varanval (commune de Jaux) et se dirigeant vers la RN 31.
Bien que traversée par la ligne de chemin de fer, Armancourt n'a jamais possédé de gare. En direction de Creil et Paris, la gare la plus proche est celle du Meux - Lacroix-Saint-Ouen, à une distance routière de 1,9 km. Elle est desservie par les trains omnibus TER Hauts-de-France de la relation C14 Compiègne - Paris. Du lundi au vendredi, s'y arrêtent huit trains pour Paris et neuf trains pour Compiègne, la fréquence étant moindre le week-end. Le temps de parcours est de 57 min pour Paris et de 8 min pour Compiègne. En direction de Compiègne, la prochaine gare est le point d'arrêt de Jaux, à 1,9 km également, mais ne s'y arrêtent que six trains dans chaque sens. Sur le plan des transports en commun, Armancourt est desservie par la ligne 107 du réseau de transport compiégnois TIC et la ligne 17 du service de transport à la demande Allo'TIC de ce même réseau. La commune est également desservie par la 661 du réseau interurbain de l'Oise.

## Toponymie
Le nom de la localité est attesté sous les formes Hermencurtis (1215) ; Hermencort (1215) ; Hermencourt (1215) ; Hermancourt (vers 1240) ; Hermencourt (1266) ; Harmencourt (XVIe) ; Ermencourt (XVIe) ; ecclesia beatae Mariae de Hermencourt (XVIe) ; Armancourt (1840).

## Politique et administration

### Rattachements administratifs et électoraux

#### Rattachements administratifs
La commune se trouve depuis 1926 dans l'arrondissement de Compiègne du département de l'Oise.
Elle faisait partie depuis 1802 du canton d'Estrées-Saint-Denis. Dans le cadre du redécoupage cantonal de 2014 en France, cette circonscription administrative territoriale a disparu, et le canton n'est plus qu'une circonscription électorale.

#### Rattachements électoraux
Pour les élections départementales, la commune fait partie depuis 2014 du canton de Compiègne-2
Pour l'élection des députés, elle fait partie de la cinquième circonscription de l'Oise.

### Intercommunalité
Armancourt était membre de la Agglomération de la région de Compiègne, un établissement public de coopération intercommunale (EPCI) à fiscalité propre créé en 2000 et auquel la commune avait transféré un certain nombre de ses compétences, dans les conditions déterminées par le code général des collectivités territoriales.
Dans le cadre des dispositions de la loi portant nouvelle organisation territoriale de la République du 7 août 2015, qui prévoit que les établissements publics de coopération intercommunale (EPCI) à fiscalité propre doivent avoir un minimum de 15 000 habitants, cette intercommunalité  a fusionné avec sa voisine pour former, le 1er janvier 2017, la communauté d'agglomération dénommée  Agglomération de la Région de Compiègne et de la Basse Automne dont est désormais membre la commune.

### Liste des maires
| Période                                  | Période                       | Identité      | Étiquette | Qualité                         |
| ---------------------------------------- | ----------------------------- | ------------- | --------- | ------------------------------- |
| Les données manquantes sont à compléter. |                               |               |           |                                 |
| mars 2001                                | 2008                          | Joël François | DVD       |                                 |
| mars 2008                                | En cours (au 13 octobre 2021) | Éric Bertrand | Horizons  | Réélu pour le mandat 2020-2026, |

### Distinctions et labels
Armancourt candidate en 2019 pour la première fois au prix régional du concours des villes et villages fleuris, qu'elle espère obtenir pour son fleurissement campagnard et sa démarche favorisant la biodiversité, avec, par exemple, l'installation de 15 ruches en 2018

## Équipements et services publics
Les enfants de la commune sont scolarisés au sein de l'école Albert-Eveloy, qui compte trois classes multiniveaux. Elle a été construite en 1982 par l'intercommunalité, et dispose d'un accueil périscolaire et d'une cantine,

## Population et société

### Démographie

#### Évolution démographique
L'évolution du nombre d'habitants est connue à travers les recensements de la population effectués dans la commune depuis 1793. Pour les communes de moins de 10 000 habitants, une enquête de recensement portant sur toute la population est réalisée tous les cinq ans, les populations de référence des années intermédiaires étant quant à elles estimées par interpolation ou extrapolation. Pour la commune, le premier recensement exhaustif entrant dans le cadre du nouveau dispositif a été réalisé en 2005.

En 2022, la commune comptait 531 habitants, en évolution de −5,01 % par rapport à 2016 (Oise : +0,87 %, France hors Mayotte : +2,11 %).
| 1793 | 1800 | 1806 | 1821 | 1831 | 1836 | 1841 | 1846 | 1851 |
| ---- | ---- | ---- | ---- | ---- | ---- | ---- | ---- | ---- |
| 323  | 346  | 350  | 367  | 352  | 313  | 277  | 274  | 258  |

| 1856 | 1861 | 1866 | 1872 | 1876 | 1881 | 1886 | 1891 | 1896 |
| ---- | ---- | ---- | ---- | ---- | ---- | ---- | ---- | ---- |
| 228  | 213  | 205  | 181  | 176  | 201  | 192  | 185  | 185  |

| 1901 | 1906 | 1911 | 1921 | 1926 | 1931 | 1936 | 1946 | 1954 |
| ---- | ---- | ---- | ---- | ---- | ---- | ---- | ---- | ---- |
| 178  | 191  | 166  | 180  | 157  | 141  | 165  | 165  | 178  |

| 1962 | 1968 | 1975 | 1982 | 1990 | 1999 | 2005 | 2006 | 2010 |
| ---- | ---- | ---- | ---- | ---- | ---- | ---- | ---- | ---- |
| 177  | 159  | 244  | 472  | 501  | 527  | 533  | 541  | 558  |

| 2015 | 2020 | 2022 | - | - | - | - | - | - |
| ---- | ---- | ---- | - | - | - | - | - | - |
| 561  | 539  | 531  | - | - | - | - | - | - |

#### Pyramide des âges
La population de la commune est relativement jeune.
En 2018, le taux de personnes d'un âge inférieur à 30 ans s'élève à 30,4 %, soit en dessous de la moyenne départementale (37,3 %). À l'inverse, le taux de personnes d'âge supérieur à 60 ans est de 27,7 % la même année, alors qu'il est de 22,8 % au niveau départemental.
En 2018, la commune comptait 280 hommes pour 275 femmes, soit un taux de 50,45 % d'hommes, légèrement supérieur au taux départemental (48,89 %).
Les pyramides des âges de la commune et du département s'établissent comme suit.
| Hommes | Classe d’âge | Femmes |
| ------ | ------------ | ------ |
| 0,4    | 90 ou +      | 0,4    |
| 3,7    | 75-89 ans    | 6,7    |
| 22,8   | 60-74 ans    | 21,3   |
| 24,3   | 45-59 ans    | 24,7   |
| 18,0   | 30-44 ans    | 16,9   |
| 16,2   | 15-29 ans    | 16,9   |
| 14,7   | 0-14 ans     | 13,1   |

| Hommes | Classe d’âge | Femmes |
| ------ | ------------ | ------ |
| 0,5    | 90 ou +      | 1,4    |
| 5,5    | 75-89 ans    | 7,6    |
| 15,6   | 60-74 ans    | 16,3   |
| 20,8   | 45-59 ans    | 20     |
| 19,4   | 30-44 ans    | 19,4   |
| 17,6   | 15-29 ans    | 16,2   |
| 20,6   | 0-14 ans     | 19,1   |

## Culture locale et patrimoine

### Lieux et monuments
Armancourt compte un  monument historique sur son territoire : 
- L'église Notre-Dame d'Armancourt (inscrite monument historique par arrêté du 22 août 1949[36]), rue des Vignes-Blanches : 
 l'édifice est bâti à 117 m d'altitude sur une butte dominant le village, à l'écart du centre. Près de l'église se trouvaient jadis une source au caractère miraculeux, ainsi qu'un moulin à vent. 
C'est, selon l'appréciation d'Eugène Müller, un édifice sans caractère, pour lequel Louis Graves a identifié l'année de construction 1410. 
De style gothique tardif, l'église est bâtie en pierre de taille et suit un plan cruciforme classique. La nef tout comme le chœur polygonal portent sur deux travées et sont de hauteur identique, ainsi que le transept. Ses pignons présentent une alternance de briques et de pierres de taille, seule fantaisie que se permettent les façades latérales. Au-dessus de la croisée du transept s'élève le petit clocher central en charpente, au toit octogonal recouvert d'ardoise. L'on ne note qu'un seul bas-côté, au sud ; ses deux fenêtres sont de taille inégale. 
Quant à la façade occidentale avec son portail carré aux angles arrondis et les deux niches vides encadrant la baie au-dessus, elle est plus récente que le reste de l'église. À l'intérieur, la voûte de la nef est supportés par des gros piliers cannelés. Comme particularité, la tourelle d'escalier donnant accès au clocher se situe à l'intérieur de l'église, près du portail. Le transept nord-ouest abrite une grotte de Notre-Dame-de -Lourdes. Les vitraux coloriés du XVe siècle ne subsistent plus. 
Du fait de mouvements du sol, la structure de l'édifice est sérieusement affectée, et les voûtes et supports se sont désarticulées près du portail et près du chevet[37],[38],[39],[36]. L'église n'est pas souvent ouverte.

On peut également signaler :
- Le calvaire, rue des Matinnoix (RD 13), à l'angle avec l'impasse des Larris-Martin, et à la limite avec la commune voisine de Jaux : croix filigrane en fonte, peinte en plusieurs couleurs, plantée dans un solide socle en pierre.
- Les fermes et maisons picardes traditionnelles, datant de la plupart du XIXe siècle, le long de la rue principale du village, la RD 13 (rue des Matinnoix, rue de la Basse-Côte).
- Le monument aux morts, sur le parking face à la mairie, rue de la Basse-Côte.

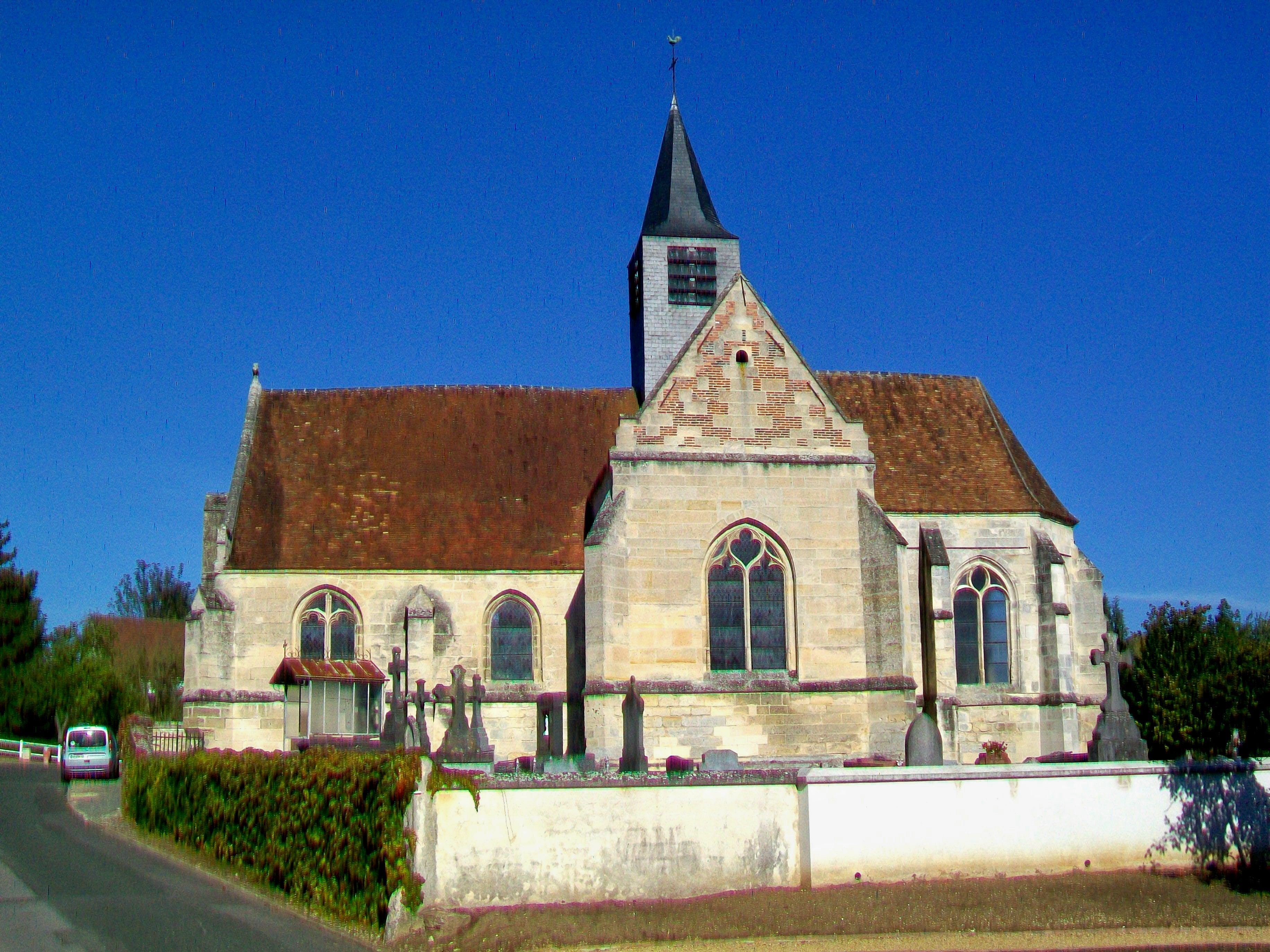
L'église Notre-Dame.
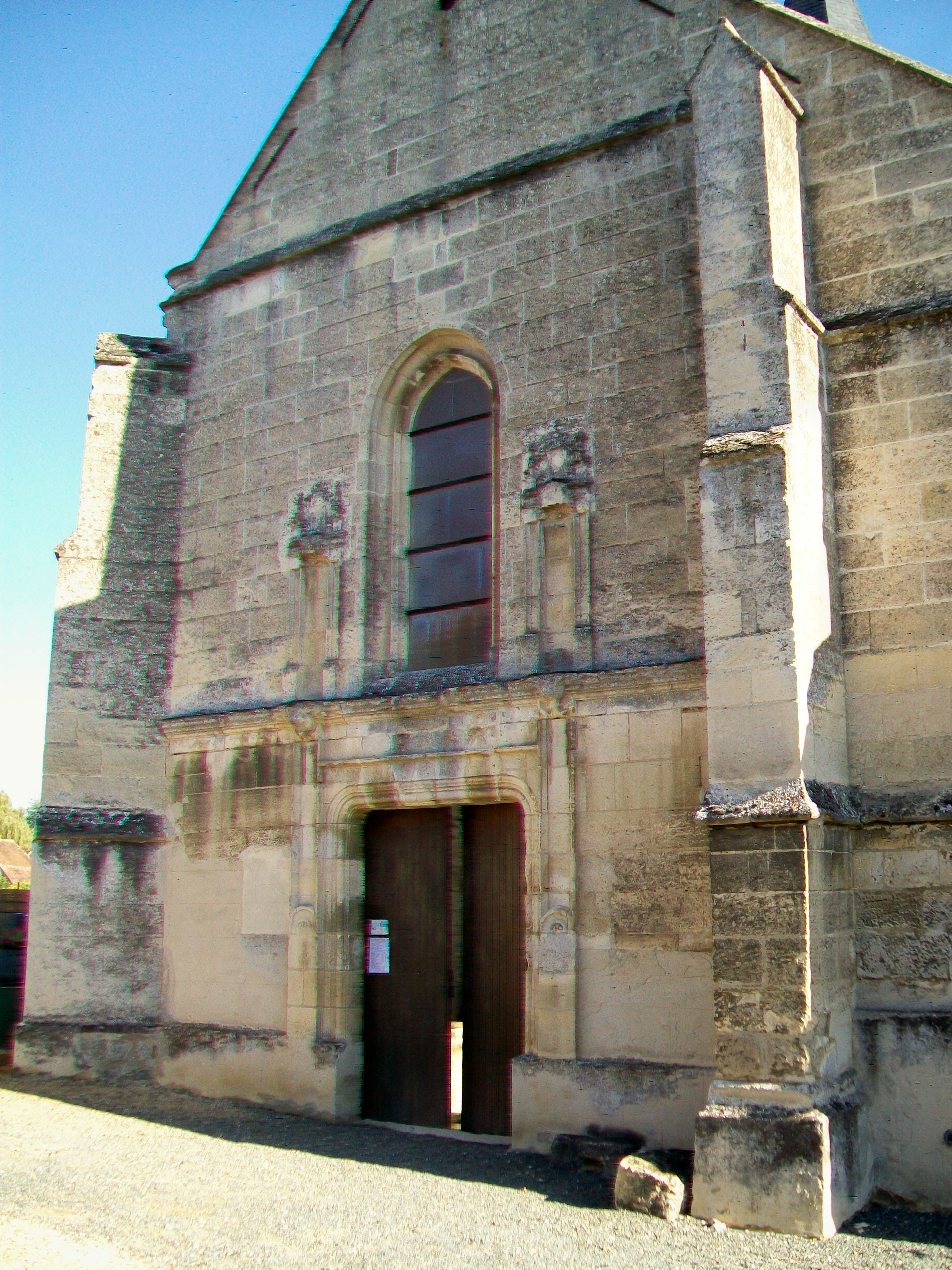
Façade de l'église
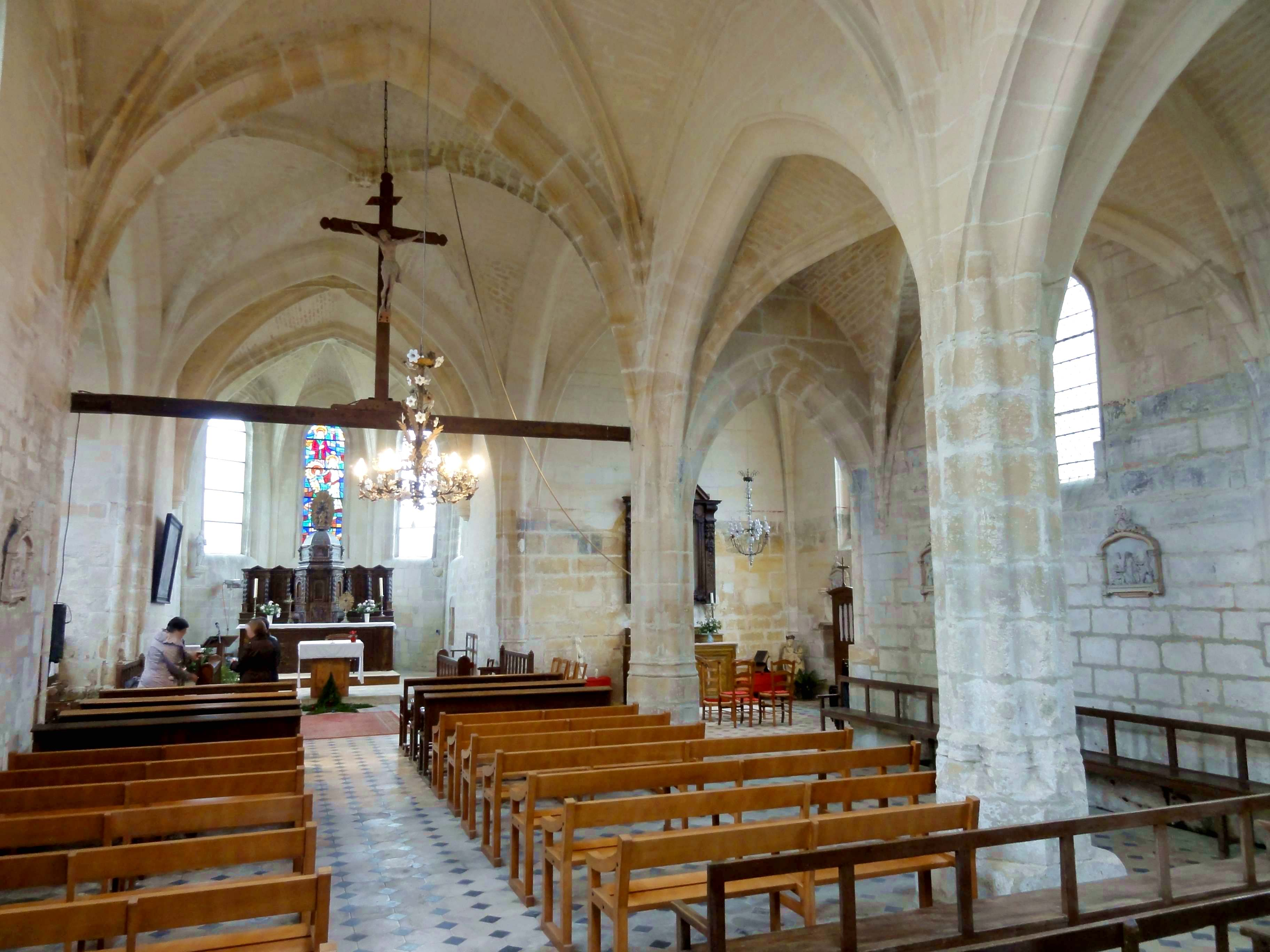
La nef de l'église
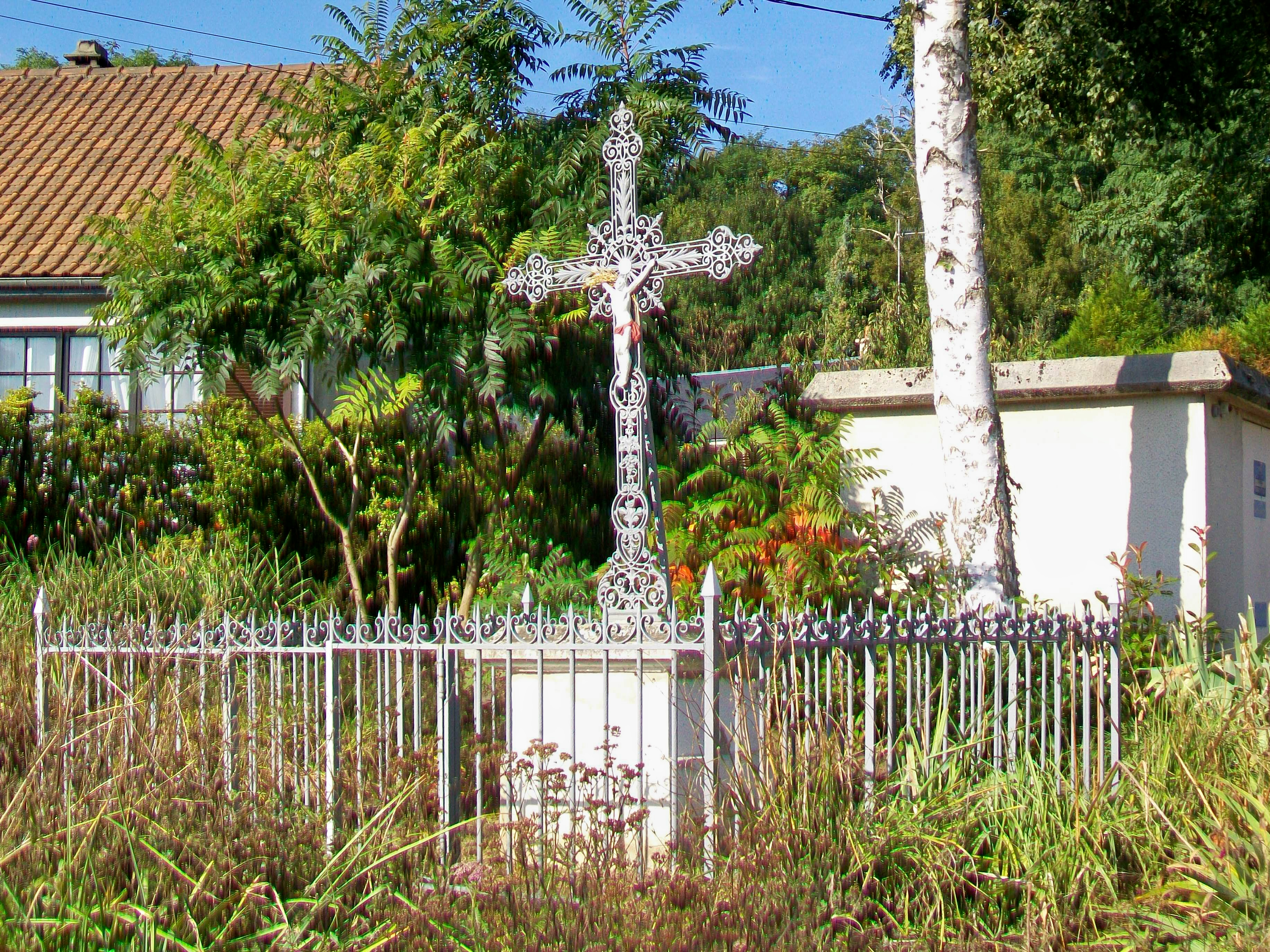
Le calvaire.
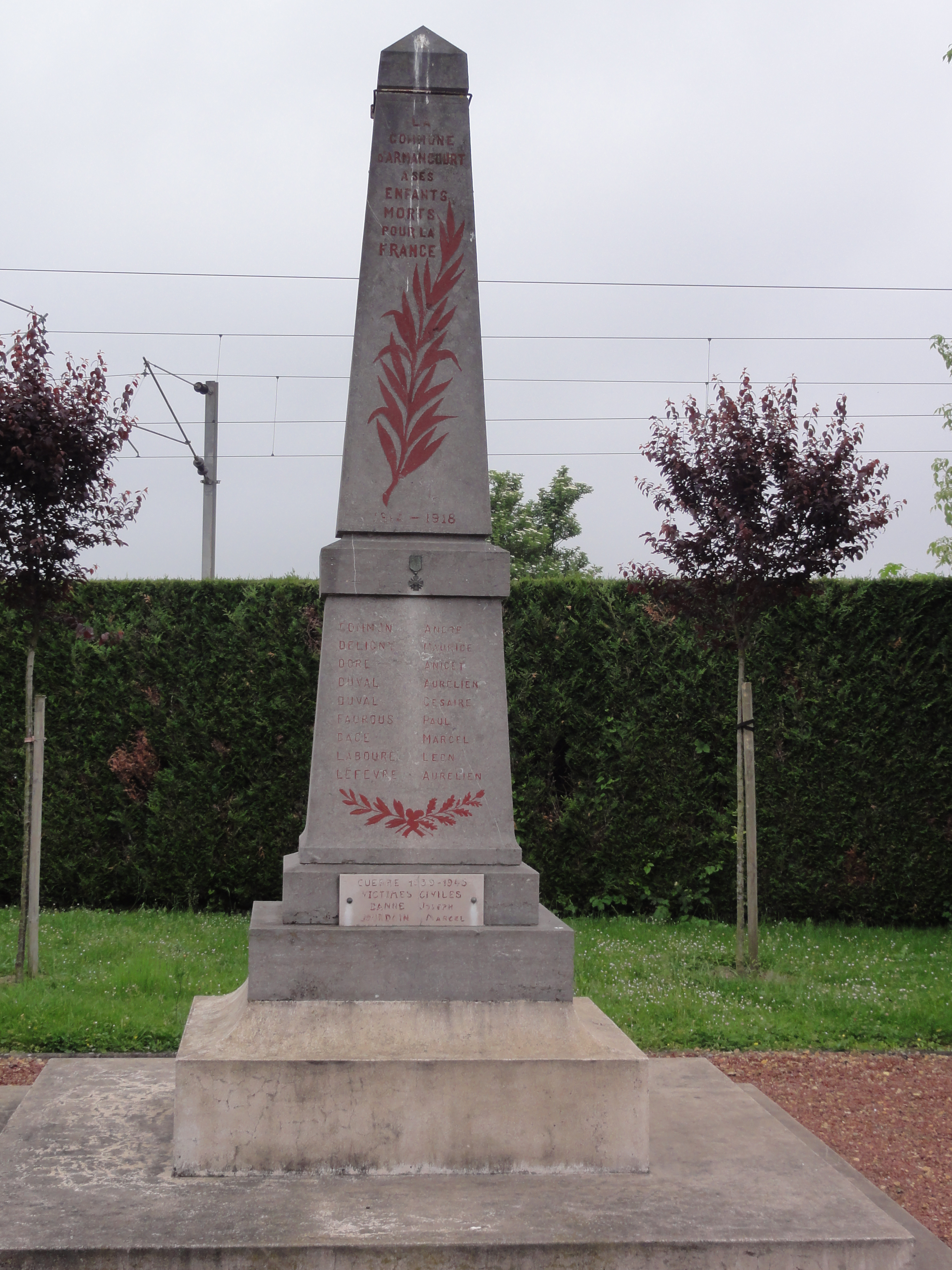
Le monument aux morts.

### Personnalités liées à la commune
- Albert Eveloy, résistant local. L'école de la commune porte son nom[29].

### Héraldique
| Blason de Armancourt | Blason  | Écartelé : aux 1er et 4e d'azur à la tour d'argent, ouverte et ajourée de sable, aux 2e et 3e d'argent au lévrier de gueules accolé et bouclé d'or, accompagné de trois tourteaux de gueules et surmonté d'un lambel du même. |
| Blason de Armancourt | Détails | Le statut officiel du blason reste à déterminer. |